# 우르스 피셔
우르스 피셔(독일어: Urs Fischer, 1966년 2월 20일~)는 스위스의 축구 선수 출신 축구 지도자이다. 감독으로서 2016년과 2017년에 바젤에서 스위스 슈퍼리그 우승을 두 번 차지했으며, 우니온 베를린을 2023년에 사상 첫 UEFA 챔피언스 리그 진출로 이끌었다. 이러한 성적을 바탕으로 2023년에는 독일 올해의 감독으로 선정되었다.

## 선수 경력
취리히와 장크트갈렌의 주장을 맡아 뛰며 스위스 슈퍼리그에서 545경기에 출전해 역대 최다 출전 기록을 세웠다. 2000년에 스위스컵에서 우승컵을 들어올렸으며, 스위스 대표팀에는 4경기 출장했다.

## 지도자 경력

### 취리히
2003년에 선수 생활을 은퇴한 그는 취리히의 U-14, U-16, U-21 팀을 지도하다가 2010년 4월 17일에 임시 감독으로 임명되었고, 이후 정식 감독 자리에 올랐다.

### 툰
2012-13 시즌에 툰의 감독직을 맡아 구단을 5위 자리를 차지하게 해 2013-14 UEFA 유로파리그 예선에 진출했으며, 구단 역사상 처음으로 조별리그에 진출하게 되었다.이후 그는 2014년 스위스 올해의 감독으로 선정되었으며, 구단은 2014-15 시즌에 리그에서 4위를 차지하며 다음 시즌의 유로파리그 예선 에 진출을 확정지었다.

### 바젤
2015년 6월 18일, 바젤과 2년 계약을 통해 감독직을 맡았으며, 2017년 4월 10일에 새로 구성된 바젤의 경영진은 계약을 연장하지 않을 것이라고 발표해 구단을 떠나게 되었다.

### 우니온 베를린
2018년 6월 1일, 2부 리그인 우니온 베를린의 신임 감독으로 발표되었으며, 구단과 2년 계약을 체결했다. 구단에서의 첫 시즌에 그는 2. 분데스리가에서 3위를 차지하여 승격 플레이오프에 참가하여 슈투트가르트를 상대로 승리해 1부인 분데스리가로 구단을 승격시켰다.2020년 12월에 그는 계약 연장에 서명하여 2023년까지 구단에 머물게 되었다.
2020-21 시즌에 그는 우니온 베를린을 7위로 이끌어 UEFA 유로파 컨퍼런스리그에 첫 출전했다. 2021-22 시즌에는 5위를 차지해 역사상 처음으로 UEFA 유로파리그에 참가하게 되었다. 2022년 9월, 구단과의 계약을 2023년 이후로 연장했다. 2022-23 시즌에 우니온 베를린은 리그에서 4위를 차지해 역사상 처음으로 챔피언스리그 조별리그에 참가하게 되었다. 2023년 8월, 그는 독일 올해의 축구 감독으로 선정되었다. 2023년 11월 15일, 14경기 연속 무승을 포함한 시즌 초반의 부진한 출발 이후으로 인해 구단과의 상호 합의를 통해 팀을 떠나게 되었다.